# Tasersuatsiaq
Tasersuatsiaq (engelsk: Lake Ferguson) er en sø der er placeret ca. 3 km sydøst for Kangerlussuaq i Grønland.
Søen har haft følgende funktioner:
- 1.	Ved søen ligger verdens nordligste roklub.
- 2.	AFRTS (Armed Forces Radio and TV Station) lå på stedet.
- 3.	Ferskvand til basen og Søndre Strømfjord/Kangerlussuaq kommer fra søen. 21 Juli 2012 gik Watson River over sine bredder. Vejen mellem broerne skyllede væk og elforsyningen til Ravneklippen og Tasersuatsiaq blev beskadiget. Samtidig blev ferskvandsforsyningen fra Tasersuatsiaq til Kangerlussuaq beskadiget.

## Se ogå
- Issø
- Subglacial sø

|  | Infoboks uden skabelon Denne artikel har en infoboks dannet af en tabel eller tilsvarende. |

66°58′25″N 50°39′00″V / 66.97361°N 50.65000°V